# Lüttgenrode
Lüttgenrode ist ein Ortsteil der Stadt Osterwieck im Landkreis Harz in Sachsen-Anhalt.

## Geografie

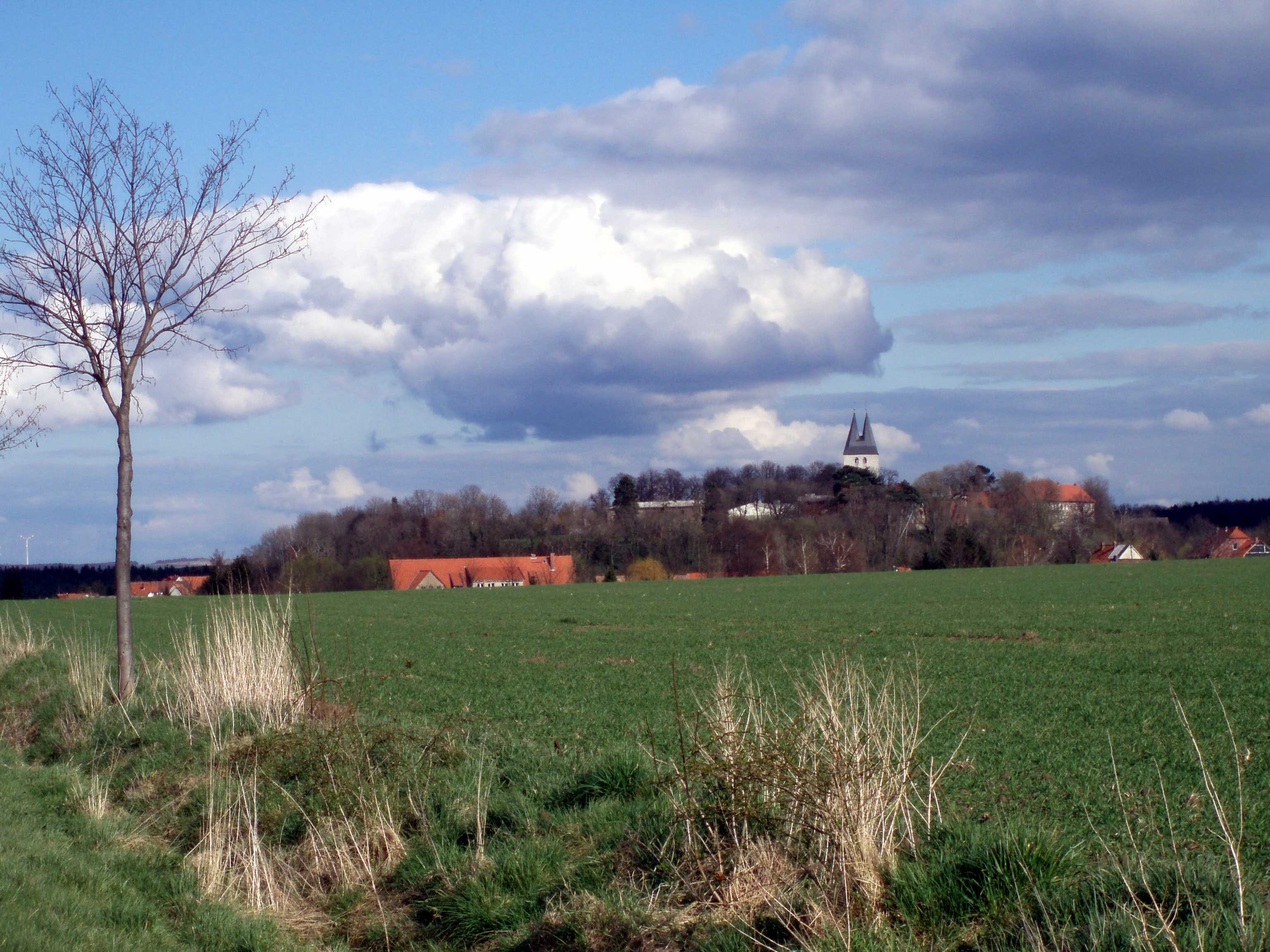
Blick auf den Ort

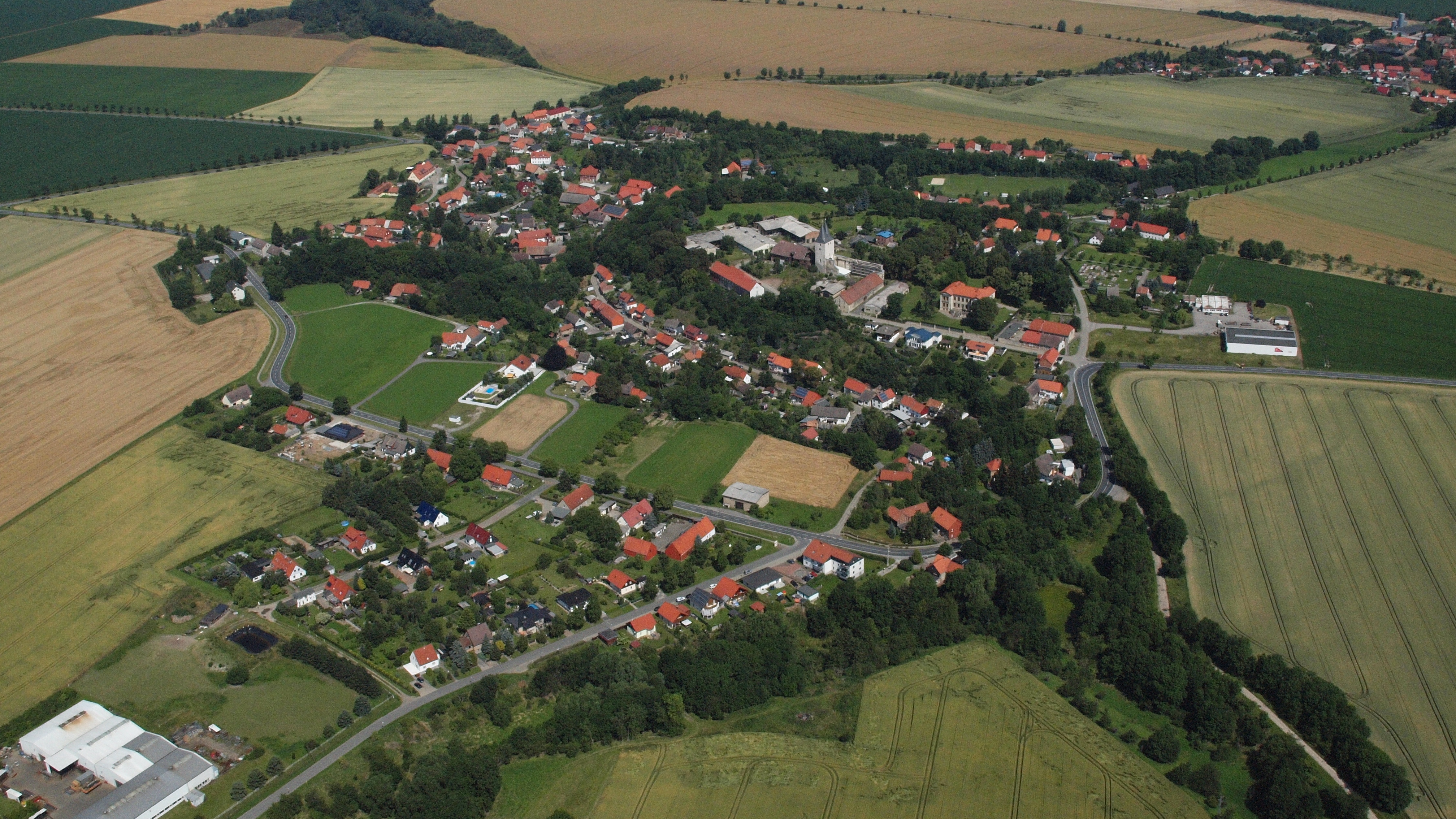
Lüttgenrode, Luftaufnahme 2014

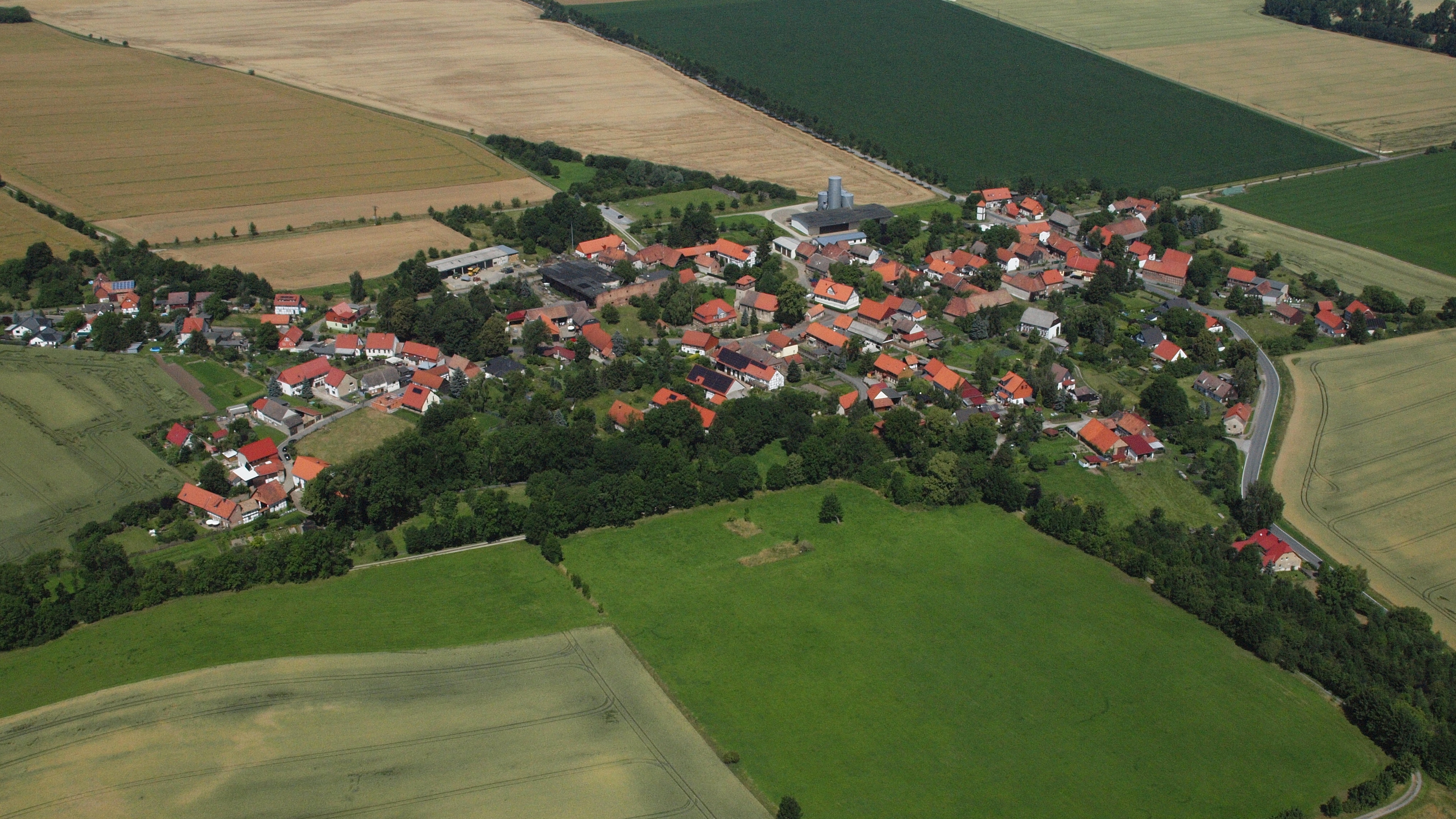
Stötterlingen, Luftaufnahme 2014

Der Ort liegt im nördlichen Harzvorland unweit der Ilse, westlich von Osterwieck und östlich von Vienenburg in Niedersachsen.

## Geschichte

### Etymologie
Folgende Namensformen sind für Lüttgenrode erwiesen:
- 1018: Lutheriggerode
- 1249: Luthingerode
- 1272: Luttekenrod

Bei Lüttgenrode handelt es sich um eine Ortschaft mit der Endung -ingerode und dem Bestimmungswort Luth(er), Lutt(er). Wie bei der Nachbarortschaft Göddeckenrode ist die Endung im Kontrast zum weiter nördlich liegenden Isingerode und den weiter westlich liegenden Dörfern Wöltingerode und Bettingerode verschliffen, sodass sie nicht mehr klar ersichtlich ist.

### Ortsgeschichte
Lüttgenrode gehörte bis 1648 zum Bistum Halberstadt, später zum Fürstentum Halberstadt. Der Ort unterstand direkt dem Amt Stötterlingenburg-Wülperode und gelangte 1815 an den Regierungsbezirk Magdeburg der preußischen Provinz Sachsen. Ab 1961 lag der Ort unmittelbar im Grenzgebiet der DDR und war nur mit einer Sondergenehmigung zu erreichen.
Am 1. Januar 2010 schlossen sich die bis dahin selbstständigen Gemeinden Lüttgenrode, Aue-Fallstein, Berßel, Bühne, Rhoden, Schauen und Wülperode mit der Stadt Osterwieck zur neuen Stadt Osterwieck zusammen. Zur ehemaligen Gemeinde Lüttgenrode gehörte der am 1. Juli 1973 eingemeindete Ortsteil Stötterlingen.

## Wappen
| | Blasonierung: „Gespalten von Rot und Silber; vorn ein aus dem rechten unteren Schildrand wachsender silberner Turm mit zwei balkenweise angeordneten schwarzen Rundbogen - Fensteröffnungen in einer rundbogigen Mauernische und einem schwarz konturierten Dach mit beknauften spitzen Zwillingstürmen, hinten ein blauer Wellenbalken, überdeckt von einer aufrecht stehenden blauen Rodehacke, das Blatt nach links gekehrt.“ |
| Wappenbegründung: Die Farben des Ortes sind Rot - Weiß (Silber). Über die Geschichte des Dorfes ist viel aus den Beigaben in den Helmknäufen der Kirchtürme zu erfahren. Deshalb ist auch der markante Zwillingshelm der ehemaligen Nonnenklosterkirche das Wahrzeichen des Ortes. Er verkörpert als eine der Hauptfiguren des Wappens am besten Lüttgenrode. Der Ortsteil Stötterlingen, als Rodungsstätte am Lauf der Ilse entstanden, wird durch den Wellenbalken und die Rodehacke dargestellt. Das Wappen wurde in der Quedlinburger Wappenrolle unter der Nummer QWR II/97015 registriert. Das Wappen wurde von dem Heraldiker Udo Glathe aus Quedlinburg gestaltet und am 16. Juli 1997 durch das Regierungspräsidium Magdeburg genehmigt. | |

## Vereine
Neben der Freiwilligen Feuerwehr existieren in Lüttgenrode der Schützenverein und eine Sportgemeinschaft, die sowohl Fußball, Volleyball, als auch den Tanzsport umfasst. Die Abteilung Fußball der SG 1955 Lüttgenrode e. V. nahm zur Saison 2009/2010 fünf Mannschaften am Spielbetrieb teil. Neben der Herrenmannschaft, die in der Harzliga spielt, gibt es noch drei Jugendmannschaften (F-, E- und D-Junioren), sowie eine Alt-Senioren-Mannschaft (Ü40). Diese nimmt am Spielbetrieb im Landkreis Goslar teil.
Mit Beginn der neuen Saison 09/10 spielt die SG auf einem restaurierten Sportplatz. Durch Fördermittel und die Gemeinde Lüttgenrode wurde es möglich, den – vorher sehr schrägen Platz – zu begradigen und neuen Rasen zu verlegen.

## Sehenswürdigkeiten

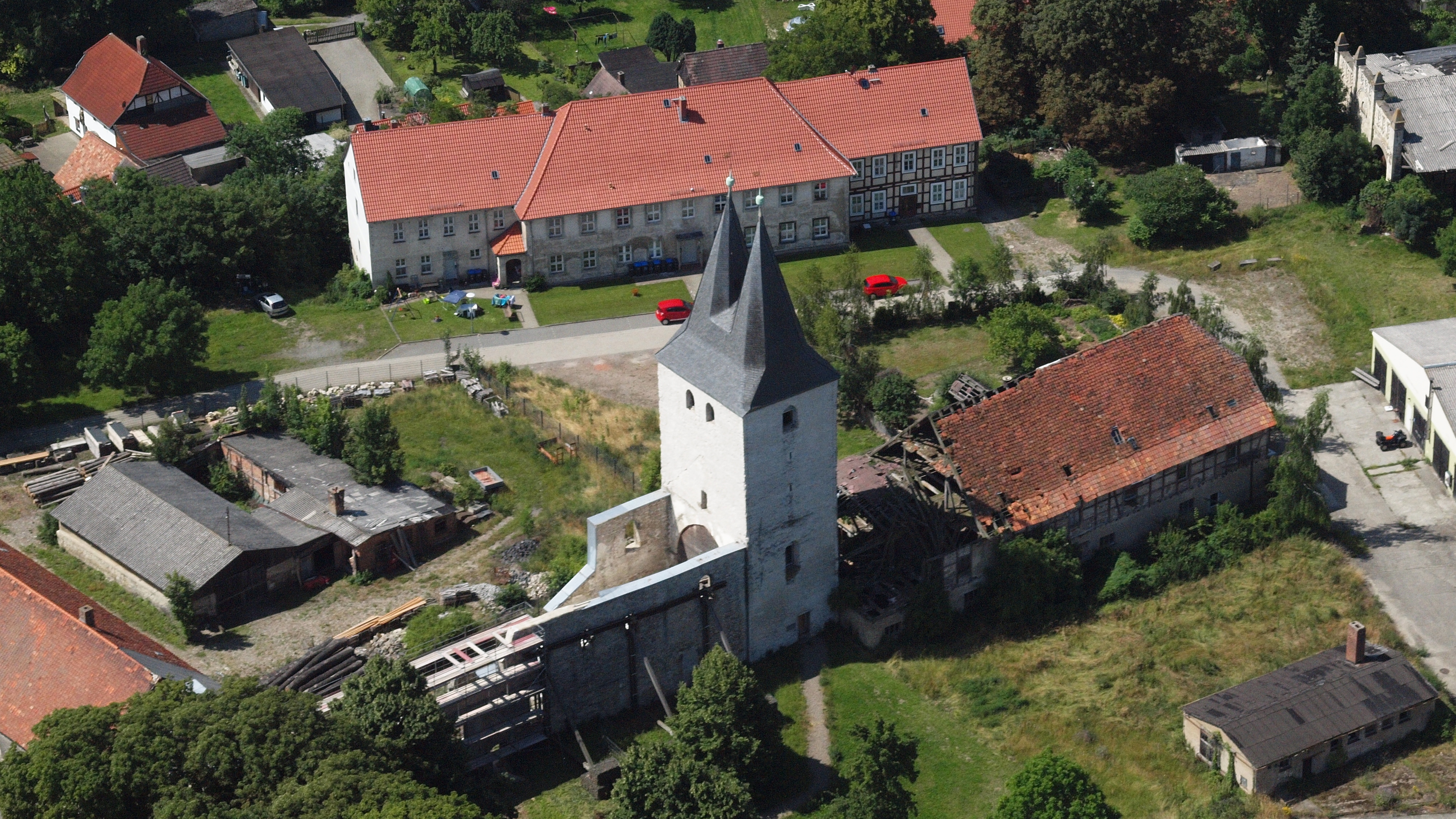
Kloster Stötterlingenburg, Luftaufnahme 2014

- Kloster Stötterlingenburg

## Persönlichkeiten
- Johann Christian Ruberg (1746–1807), Hüttenmeister, Erfinder im Fachbereich Metallurgie
- Winfried Freudenberg (1956–1989), letztes Todesopfer beim Versuch, von Ost- nach West-Berlin zu gelangen